# Krzysztof Tomasz Niemiec

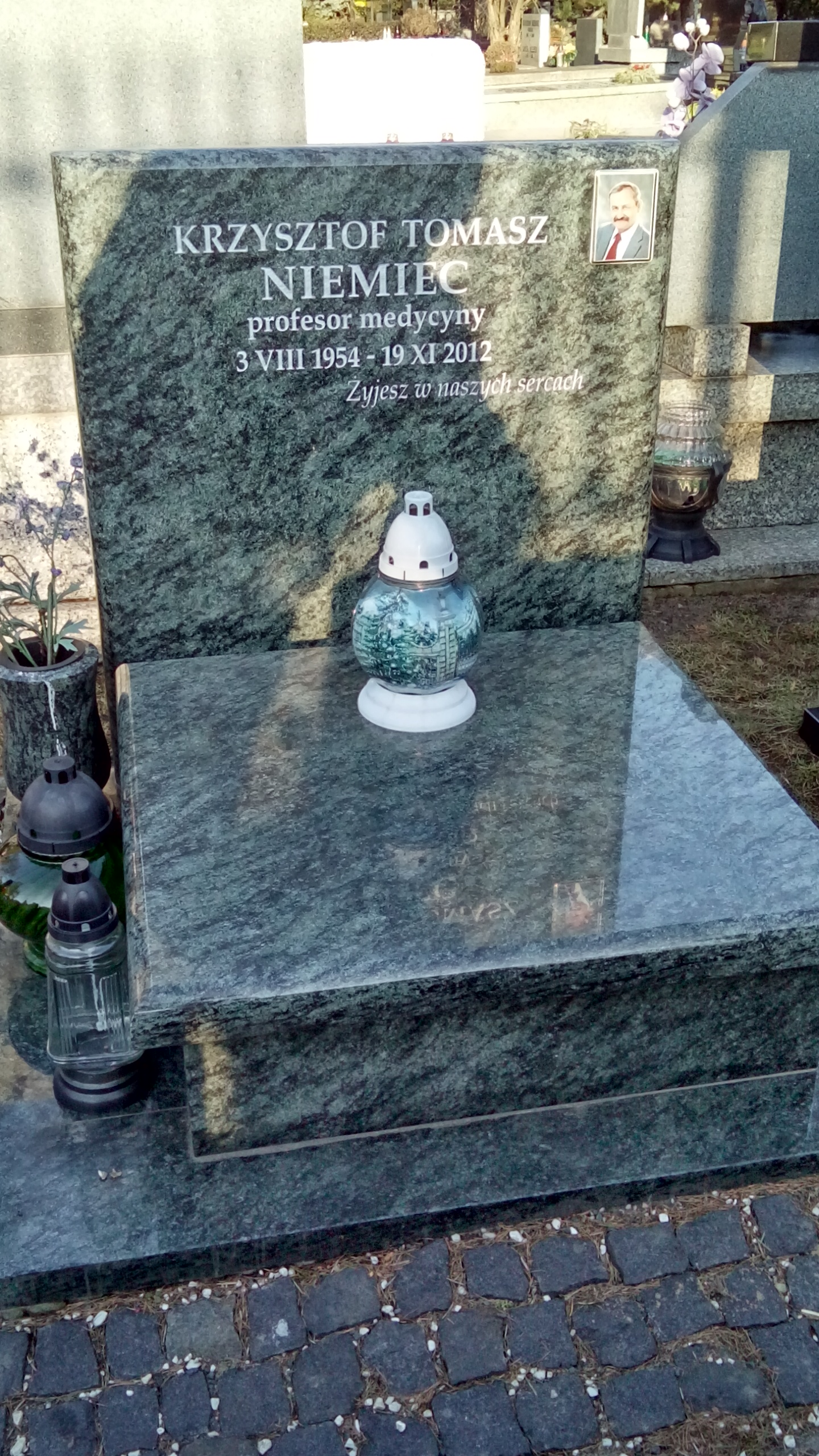
Grób Krzysztofa Tomasza Niemca na Cmentarzu Wojskowym na Powązkach

Krzysztof Tomasz Niemiec (ur. 3 sierpnia 1954 w Szczecinie, zm. 19 listopada 2012 w Warszawie) – polski ginekolog i położnik, profesor medycyny.

## Życiorys
Ukończył studia na Wydziale Lekarskim Akademii Medycznej w Warszawie (1981). W 1988 roku uzyskał stopień doktora nauk medycznych na podstawie rozprawy „Badania nad wpływem promieniowania mikrofalowego na morfologię i czynność łożyska u myszy”, zaś w 2000 r. stopień doktora habilitowanego nauk medycznych w zakresie medycyny o specjalności ginekologia i położnictwo po przedstawieniu rozprawy „Ocena skuteczności wybranych metod zapobiegania przenoszenia zakażenia HIV-1 do dziecka w okresie okołoporodowym”.
W 1989 r. został stypendystą Światowej Organizacji Zdrowia (WHO) w zakresie nowoczesnych metod planowania rodziny. W 1992 r. został stypendystą Fogarty Foundation w USA, gdzie zajmował się zakażeniami HIV u kobiet, szczególnie w okresie ciąży. Dzięki zdobytej za granicą wiedzy i doświadczeniu stał się jednym z pierwszych lekarzy zajmujących się w Polsce kobietami zakażonymi wirusem HIV. W 2000 został odznaczony Czerwoną Kokardką.
W latach 1989–2005 odbył wiele szkoleń w brytyjskich, amerykańskich, irlandzkich i francuskich ośrodkach naukowych, zajmujących się problematyką zakażeń perinatalnych, kwestiami nowoczesnych metod planowania rodziny, patofizjologii szyjki macicy i kolposkopii.
Większą część kariery zawodowej i naukowej związał z Kliniką Położnictwa i Ginekologii w Instytucie Matki i Dziecka w Warszawie. Placówką tą kierował do 2009. W kolejnych latach pełnił funkcję dyrektora Kliniki Położnictwa i Kliniki Zdrowia Kobiety w Szpitalu Medicover w Warszawie. Ostatnio pracował w Zakładzie Poradnictwa i Seksuologii Uniwersytetu Zielonogórskiego.
Od 1992 współpracował z warszawskim biurem ONZ a od 2005 był ekspertem WHO a od 2007 także UNICEF w zakresie transmisji wertykalnej HIV. Pełnił też funkcję Przewodniczącego Misji Ekspertów Unii Europejskiej w Ugandzie w 2005 w zakresie współczesnych standardów reprodukcyjnych.
Kierował realizacją krajowych i międzynarodowych programów naukowych. Jako czynny naukowiec pozostawał członkiem wielu towarzystw naukowych oraz komitetów redakcyjnych kilku czasopism naukowych. W latach 2006–2009 pełnił funkcję wiceprezesa Polskiego Towarzystwa Ginekologicznego. Autor 290 publikacji naukowych w książkach oraz krajowych i zagranicznych periodykach medycznych, współautor podręczników akademickich.
Był dwukrotnie żonaty, miał kilkoro dzieci, m.in. syna Szymona.
Zmarł 19 listopada 2012. 23 listopada został pochowany na Cmentarzu Wojskowym na Powązkach w Warszawie (kwatera B 43, rząd 1, grób 14).

## Odznaczenia
- Krzyż Kawalerski Orderu Odrodzenia Polski – 2005[7]